# Phytomia pubipennis
Phytomia pubipennis är en tvåvingeart som beskrevs av Mario Bezzi 1915. Phytomia pubipennis ingår i släktet Phytomia och familjen blomflugor. Inga underarter finns listade i Catalogue of Life.